# Тукмакбаш
Тукмакба́ш (рос. Тукмакбаш, башк. Туҡмаҡбаш) — присілок у складі Альшеєвського району Башкортостану, Росія. Входить до складу Гайніямацької сільської ради.
Населення — 55 осіб (2010; 56 в 2002).
Національний склад:
- башкири — 70 %
- татари — 30 %